# Bataille du mont Gargano
Troisième guerre servile
La bataille de Gargano s'est déroulée pendant la troisième guerre servile en 72 av. J.-C. en Apulie, dans l'actuelle Pouilles, entre les forces romaines commandées par Lucius Gellius Publicola et les esclaves rebelles commandés par l'ancien gladiateur Crixos, qui s'étaient détachés de l'armée de Spartacus. Les rebelles sont vaincus par les Romains et Crixos lui-même est tué par Quintus Arrius, le propréteur de Gellius Publicola.

## Contexte
En 73 av. J.-C., une révolte de gladiateurs éclate dans l'école d'entraînement des gladiateurs de Lentulus Batiatus à Capoue ; environ 70 d’entre eux, placés sous le commandement de Spartacus, Œnomaüs et Crixos se sont enfuis et réfugiés sur le mont Vésuve et ont battu le prêteur Caius Claudius Glaber, qui a été envoyé avec une milice pour les arrêter. Les troupes de Publius Varinus ont eu un destin similaire. À la suite de ces succès, leur nombre est passé à 70 000 hommes, femmes et enfants, esclaves fugitifs, bergers et pasteurs du sud de l'Italie,. À cette époque, sur environ six millions d'habitants de la péninsule, un tiers étaient des esclaves. 
Puis les rebelles ont avancé vers le sud, pillant la campagne italienne et passant l'hiver dans les régions montagneuses situées entre Nola, Nuceria, Thourioi et Métaponte. Œnomaüs est tué dans un combat au cours de cette période. Enfin, au printemps 72 av. J.-C., la masse de leur population, dont le nombre atteignait 150 000 personnes, commence à se déplacer lentement vers le nord, Spartacus souhaitant traverser les Alpes et fuir en Gaule. Cependant, un litige entre Crixos et Spartacus conduit à la division des forces : la première s'est séparée avec 30 000 Gaulois et Germains dans l'intention de poursuivre la guerre en cours en direction du mont Gargano. Les Romains profitent de la situation pour attaquer séparément les rebelles avec deux armées consulaires de 10 000 hommes chacune. Une des légions menée par Gellius Publicola est envoyée pour vaincre Crixos. Ce dernier marche au-devant de lui par la Lucanie et l'Apulie, et le joint sur le territoire des Samnites. 
Là, les armées s'affrontement. La rencontre commence par une défaite des Romains qui abandonnent leur camp. Crixos décide de ne pas les poursuivre. Les rebelles entrent dans le camp romain sans le piller entièrement pendant la nuit.

## Bataille
Le lendemain, sous la conduite du second du consul, le préteur Quintus Arrius (en), les légionnaires contre-attaquent. D'après Salluste, les Romains attaquent les rebelles par surprise ; beaucoup n'ont même pas eu le temps de prendre les armes et ont été massacrés pendant qu'ils festoyaient dans le camp romain. Crixos, après avoir combattu avec bravoure, est tué dans le combat avec un tiers de son armée ou 20 000 hommes, suivant les sources.

## Conséquences
Après sa victoire sur Crixos, Gellius poursuit le principal groupe d'esclaves dirigé par Spartacus qui se dirige vers la Gaule cisalpine ; l'autre armée consulaire commandée par Cnaeus Cornelius Lentulus Clodianus était disposée de manière à bloquer le passage à Spartacus et les deux consuls comptaient ainsi piéger des esclaves rebelles parmi leurs armées. L'armée de Spartacus est tombée sur celle de Lentulus et l'a vaincu ; puis, a renversé le front de la bataille, a également anéanti l'armée de Gellius, forçant les légions romaines à se mettre en déroute. L'historien romain Appien affirme que Spartacus, pour venger la mort de Crixos, a forcé 300 soldats romains faits prisonniers, à se battre jusqu'à la mort, comme ce fut le cas pour les gladiateurs. Après cette victoire, Spartacus s'est dirigé vers le nord avec ses hommes (environ 120 000) à la vitesse la plus élevée possible, « après avoir mis le feu à tout le bagage qui ne lui était point nécessaire, après avoir fait passer au fil de l'épée tous ses prisonniers, et assommer toutes ses bêtes de charge, afin d'aller plus rapidement ».

## Référencement